# Nemzeti Néphadsereg

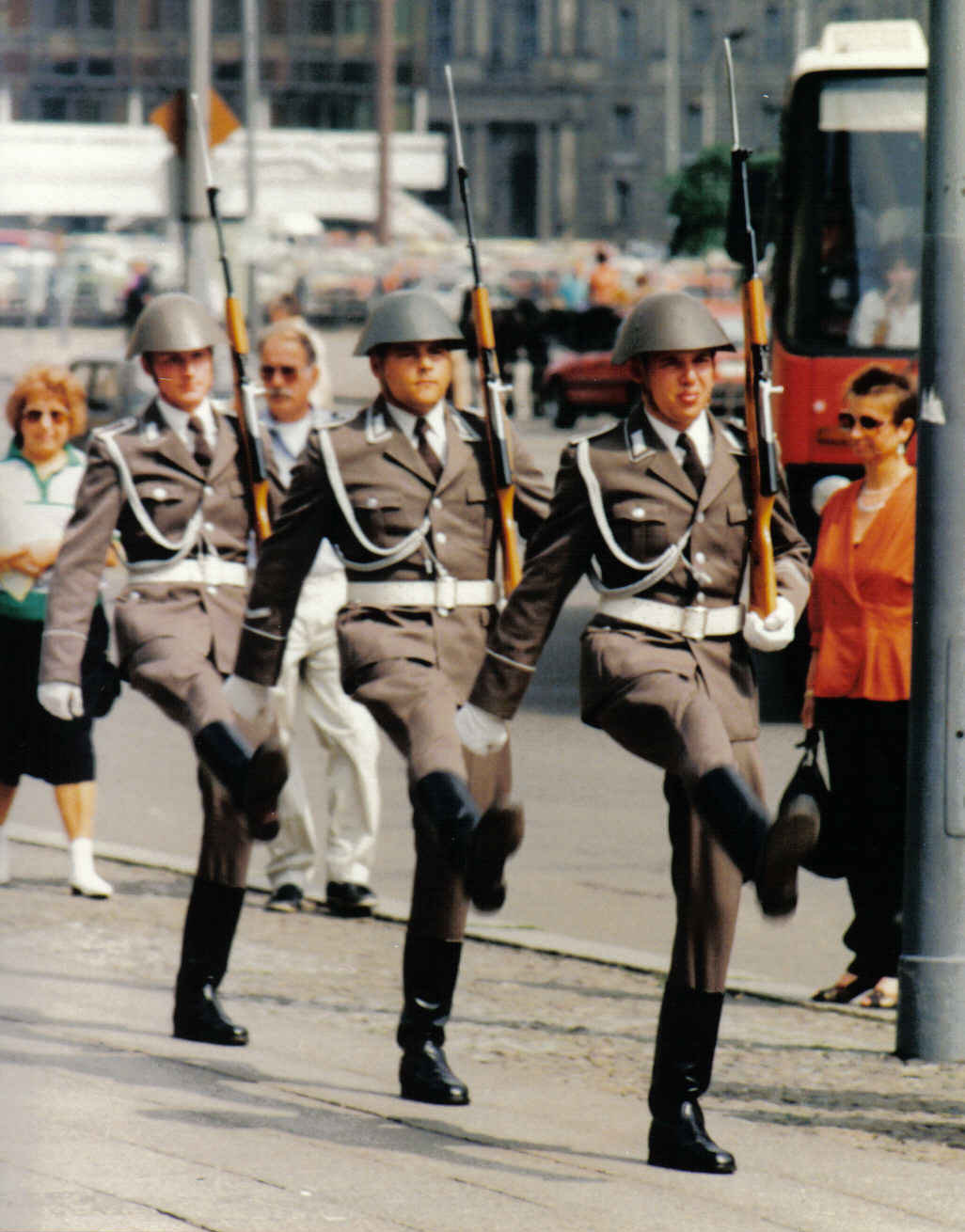
Az NVA díszőrsége Kelet-Berlinben

A Nemzeti Néphadsereg (németül: Nationale Volksarmee, NVA) a Német Demokratikus Köztársaság hadereje volt. A néphadsereghez három haderőnem: szárazföldi csapatok, légierő és a haditengerészet, valamint a határőrség tartozott.

## Alapítása
1956. március 1-én, hat hónappal azután, hogy Nyugat-Németországban megalapították a Bundeswehrt, létrehozták az NDK haderejét is. Fegyverzetét és felszerelését 175 ezres létszámra tervezték.

## Működése
Működése során nem vett részt háborúban. Legénységi állománya sorkötelezettség alapján teljesített szolgálatot. Harcértékét tekintve jól kiképzett és rövid időn belül hadrafogható haderő volt. Egyik legjelentősebb katonai feladata az volt, hogy 1968 augusztusában az úgynevezett „testvéri internacionalista segítség” keretében a Szovjet Hadsereg alárendeltségében kijelölt egységei részt vettek Csehszlovákia megszállásában.
A Nemzeti Néphadsereg története során létszámát, hadi technikai eszközeiknek a számát és azok hadrafoghatóságát is titkosan kezelték. Megszűnése idején létszáma 90 000 fő körül volt. Rendelkezett 300 000 tonna súlyú lőszerkészlettel, 12 500 körüli fegyverzeti rendszerrel, 2761 harckocsival, 2199 tüzérségi eszközzel, 800 körüli légi eszközzel (repülőgép, helikopter) és több mint 200 hajóegységgel. Kézi fegyvereinek száma 1,3 millió fölött volt. Gépjárműparkja is jelentős, több mint 130 ezer kerekes járművet foglalt magában. Kilencszáz helyőrségben állomásozott körülbelül 1400 egysége, illetve azok különböző szintű parancsnokságai.

## Megszűnése
1990. október 2-án, Németország újraegyesítése után feloszlatták. Katonáit elbocsátották, java részüket végleg leszerelték, fegyverzetét a Bundeswehr kapta meg, ezeknek csak elenyésző részét használták fel (például a MiG–29-eseket), egy kisebb részüket elajándékozták (például L–39 Albatros repülőgépeket Magyarországnak).